# Eugasteroides servillei
Eugasteroides servillei är en insektsart som först beskrevs av Reiche, L.J. och Leon Fairmaire 1849.  Eugasteroides servillei ingår i släktet Eugasteroides och familjen vårtbitare.

## Underarter
Arten delas in i följande underarter:
- E. s. servillei
- E. s. hippolyti
- E. s. aereus